# Xing Huina
Det här är en artikel om en person med kinesiskt personnamn; Xing är familjenamnet.
Xing Huina, född den 25 februari 1984, är en kinesisk friidrottare som tävlar i långdistanslöpning.
Xings genombrott kom vid VM i friidrott 2003 i Paris där hon slutade på sjunde plats i finalen. Hennes tid 30.31,55 blev världsrekord för juniorer. Hon deltog även på 5 000 meter men lyckades inte att kvalificera sig till finalen. 
Xing deltog vid de Olympiska sommarspelen 2004 i Aten där hon slutade på nionde plats på 5 000 meter men mycket oväntat vann hon olympiskt guld på 10 000 meter precis före storfavoriten Ejegayehu Dibaba från Etiopien. Xings tid i finalen 30.24,36 var en förbättring av hennes personliga rekord.
På VM i Helsingfors 2005 blev hon fyra på 10 000 meter och femma på 5 000 meter. 